# Gare d'Oakville
La gare d'Oakville est une gare ferroviaire à Oakville en Ontario, desservie par des trains de banlieue de GO Transit et des trains de voyageurs de Via Rail Canada, et un terminus d'autobus régionaux de GO Transit et d'autobus locaux d'Oakville Transit. La gare d'Oakville est la deuxième gare la plus fréquentée après la gare Union de Toronto dans le réseau de GO Transit.

## Situation ferroviaire
La gare est située à la borne 16,7 milles (26,9 km) de la subdivision Oakville du Canadien National, entre les gares de Clarkson et de Bronte. La gare de triage d'Oakville du CN est située à l'est de la gare. À l'ouest de la gare, la ligne traverse la rivière de Gravois (Sixteen Mile Creek) et continue vers la gare de Bronte.

## Histoire

### Débuts des trains
Le premier chemin de fer desservant Oakville était le Great Western Railway, construit dans la région en 1854. La gare d'Oakville, mise en service cette année-là, desservit les passagers sous diverses formes jusqu'à présent. Le Great Western Railway a fusionné avec le Grand Tronc en 1882, qui a été acquis par le Canadien National en 1920. L'emplacement de la gare sur le chemin de Trafalgar, à deux kilomètres au nord du lac Ontario et au centre du village aurait un impact sur les transports en commun et le développement d'Oakville pendant des décennies par la suite.
Le premier chemin de fer électrique à desservir la ville était la Hamilton Radial Electric Railway Company, constituée en société en 1893. Construite dans le cadre d'une ligne planifiée reliant Hamilton et Toronto, les travaux de la ligne ont débuté à l'automne 1897 depuis Hamilton. La ligne a ensuite continué son chemin vers Oakville en 1903, parallèle à New Street jusqu'à Bronte, puis suivant la rue Rebecca jusqu'à la gare terminale au coin de Randall et Thomas. De grands ponts ont été construits sur le ruisseau Bronte et la rivière de Gravois pour accommoder les voitures électriques. Un service limité a commencé le 3 mars 1906, suivi d'un service régulier le 5 mai. À l'époque, le village ne comptait qu'environ 2 000 habitants.

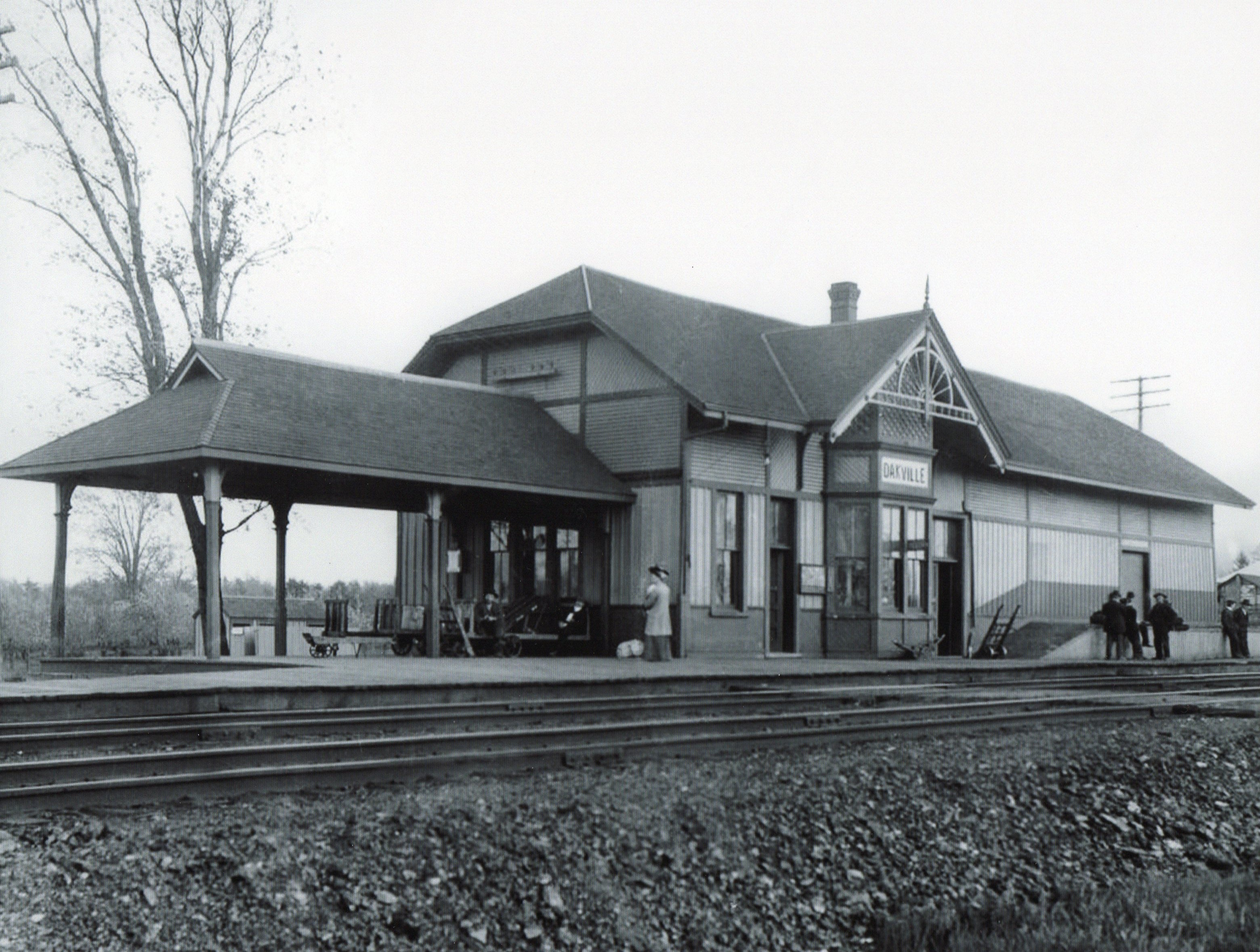
Édicule de la gare vers 1920

Le tramway a desservi les passagers d'Oakville pendant près de deux décennies avant qu'une faible fréquentation et la concurrence des trains de passagers sur la ligne plus directe du CN mettent fin au service. Les voies d'Oakville à Port Nelson (aujourd'hui connue sous le nom de Guelph Line) ont été abandonnées le 3 août 1925, avec un autre abandon des voies de Port Nelson au centre-ville de Burlington en 1927. La Hamilton Radial Electric Railway a cessé ses activités le 5 janvier 1929, et ses voies restantes ont été acquises par la Hamilton Street Railway, ce qui serait la fin des transports en commun à Oakville pour les 24 prochaines années. Les résidents étaient suffisamment bien servis en prenant le trains à la gare d'Oakville ou en montrant d'abord des bus Grey Coach sur la rue Dundas.

### L'après-guerre
Après la Seconde Guerre mondiale, la grande région de Toronto a connu une croissance démographique exponentielle. En réponse à la croissance démographique, le gouvernement ontarien a créé la Communauté urbaine de Toronto, une agglomération à deux niveaux englobant Toronto et ses 13 villages, villes et municipalités environnants. Cependant, l'étalement urbain se poursuivait à l'ouest du ruisseau Etobicoke, suivant les autoroutes 2, 5 et la Queen Elizabeth Way vers Mississauga et Oakville.
En 1953, une entreprise privée a ouvert l'atelier d'autobus avec deux routes à toutes les 45 minutes. Le service n'a pas duré plus de deux ans, mais la ville a continué de croître. En réponse à la croissance urbaine, le conseil municipal a accordé une franchise en 1962 à C.H. Norton Bus Lines pour exploiter deux lignes de bus locales, l'une appelée « Crosstown » et l'autre « Central ». Les fréquences de service allaient de toutes les 15 minutes aux heures de pointe à toutes les 90 minutes. Les tarifs ont été fixés à 25 cents pour les adultes, 15 cents pour les étudiants, et 10 cents pour les enfants et les personnes âgées. En plus, le transporteur interurbain Grey Coach a pris en charge des passagers à Oakville le long de la route entre Hamilton et Toronto sur la rue Dundas. Les bus circulaient à des fréquences de 20 minutes aux heures de pointe et de 60 minutes en dehors de la pointe.

### GO Transit
En même temps, le gouvernement ontarien cherchait des moyens de freiner l'étalement urbain de Toronto et d'alléger la pression des automobilistes vers le centre-ville. À la suite de son rapport d'étude sur les transports métropolitains au milieu des années 60, la province a créé GO Transit, exploitant un service de train de la gare d'Oakville jusqu'à Pickering, via la gare Union de Toronto à partir du 23 mai 1967. Le service a rapidement connu son succès, avec des trains circulant sept jours sur sept entre Oakville et Pickering. Des trains supplémentaires aux heures de pointe ont continué vers l'ouest jusqu'à Hamilton, desservant les gares de Bronte et de Burlington en cours de route.

### Oakville Transit
Comme la franchise de 10 ans de C.H. Norton Bus Lines tirait à sa fin, le conseil municipal d'Oakville a engagé l'agence conseil H.G. Acres Limited pour examiner les besoins de transport actuels et futurs de la ville et formuler des recommendations. Sur la base des sondages auprès des citoyens et de l'achalandage actuel, les consultants ont recommandé un service de transport en commun fonctionnant à intervalles horaires ou mieux, même en soirée avec un réseau de routes rayonnant du centre-ville vers les destinations clés. Le conseil municipal a adopté ces recommendations et a lancé Oakville Transit le 5 septembre 1972, après avoir laissé la franchise de C.H. Horton Bus Lines expirer en août 1972.
La ville a veillé à ce que le service soit intégré aux opérations de GO Transit. Les horaires d'autobus sont intégrées à l'arrivée des trains de banlieue, et le tarif a été fixé à 30 cents aux heures de pointe et à 20 cents aux heures creuses. En janvier 1973, Oakville Transit transportait 3 800 passagers par jour.
Le fait que la ville est une ville-dortoir avec d'importantes industries entournant le centre-ville historique à la fin d'une importante ligne de train de banlieue, a considérablement influencé la trajectoire de transport en commun en ville. Une grande partie du transport était contentrée autour de la gare d'Oakville au départ, mais éventuellement aussi la gare de Bronte à l'ouest et la gare de Clarkson à l'est. Le niveau de service est augmenté à mesure que GO bonifiait son service, prolongeant le service hors pointe à Burlington, via les gares d'Appleby et de Bronte.

### Nouvel édicule
Entre 2009 et 2012, une troisième voie principale a été ajoutée sur la ligne Lakeshore West, ce qui nécessiait la démolition de l'édicule de Via Rail et la construction d'un nouvel édicule entièrement accessible aux fauteuils roulants. L'accès des véhicules a été amélioré et un débarcadère couvert a été créé avec plus de 1 000 nouvelles places de stationnement ajoutées dans un nouveau garage de stationnement de six étages. Les abribus ont été remplacés par des abribus chauffés au printemps 2015.

## Service des voyageurs

### Accueil
La billetterie de GO Transit est ouverte en semaine de 6 h à 20 h 45, les fins de semaine et jours fériés de 6 h 30 à 20 h 45. L'ambassadeur de la gare GO peut aider les clients à configurer un type de tarif ou à définir un trajet par défaut sur la carte Presto. Les clients disposent également d'options en libre-service, notamment l'achat d'un billet papier dans un distributeur automatique de billets, le chargement d'une carte Presto dans un distributeur automatique de billets compatible avec Presto, l'achat d'un billet électronique avec leur smartphone et le paiement au valideur avec une carte de crédit sans contact ou une carte Presto. L'édicule de GO est équipé d'une salle d'attente, des toilettes publiques, d'un dépanneur, des téléphones payants, de Wi-Fi, d'un point de ramassage de PC Express (le service d'épicerie en ligne), et d'un guichet automatique bancaire.
L'édicule et le guichet de Via Rail sont ouverts de 7 h à 14 h 30, et de 17 h à 21 h 45 tous les jours. Le guichet offre également le service d'enregistrement des bagages. Les deux édicules et les quais sont entièrement accessibles aux fauteuils roulants. Une aire de soulagement pour animaux est située devant la gare, au coin de la bordure.
GO Transit et Via Rail partagent les mêmes quais, qui sont équipés des abris chauffés.

Installations de la gare
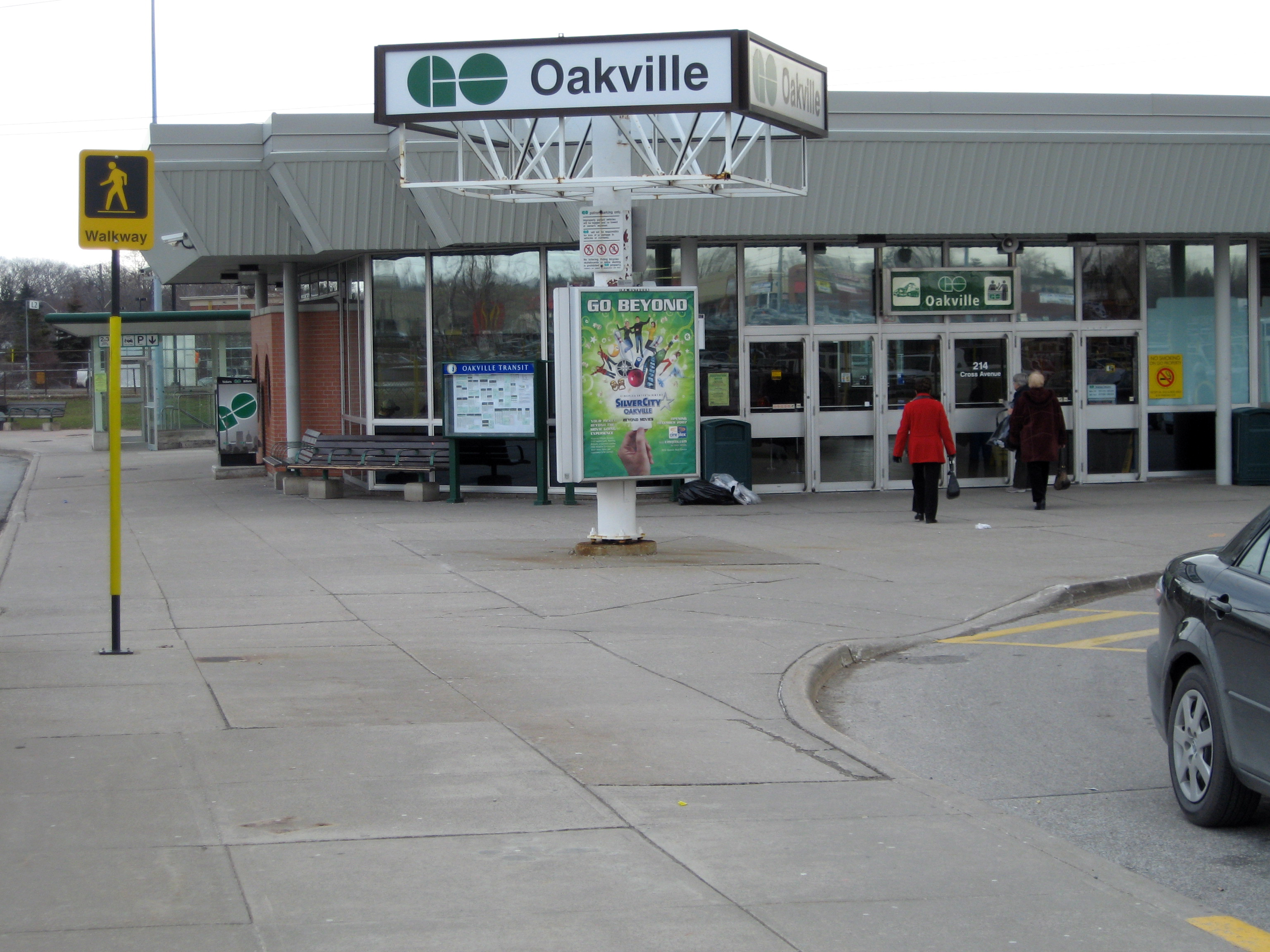
GO Transit.
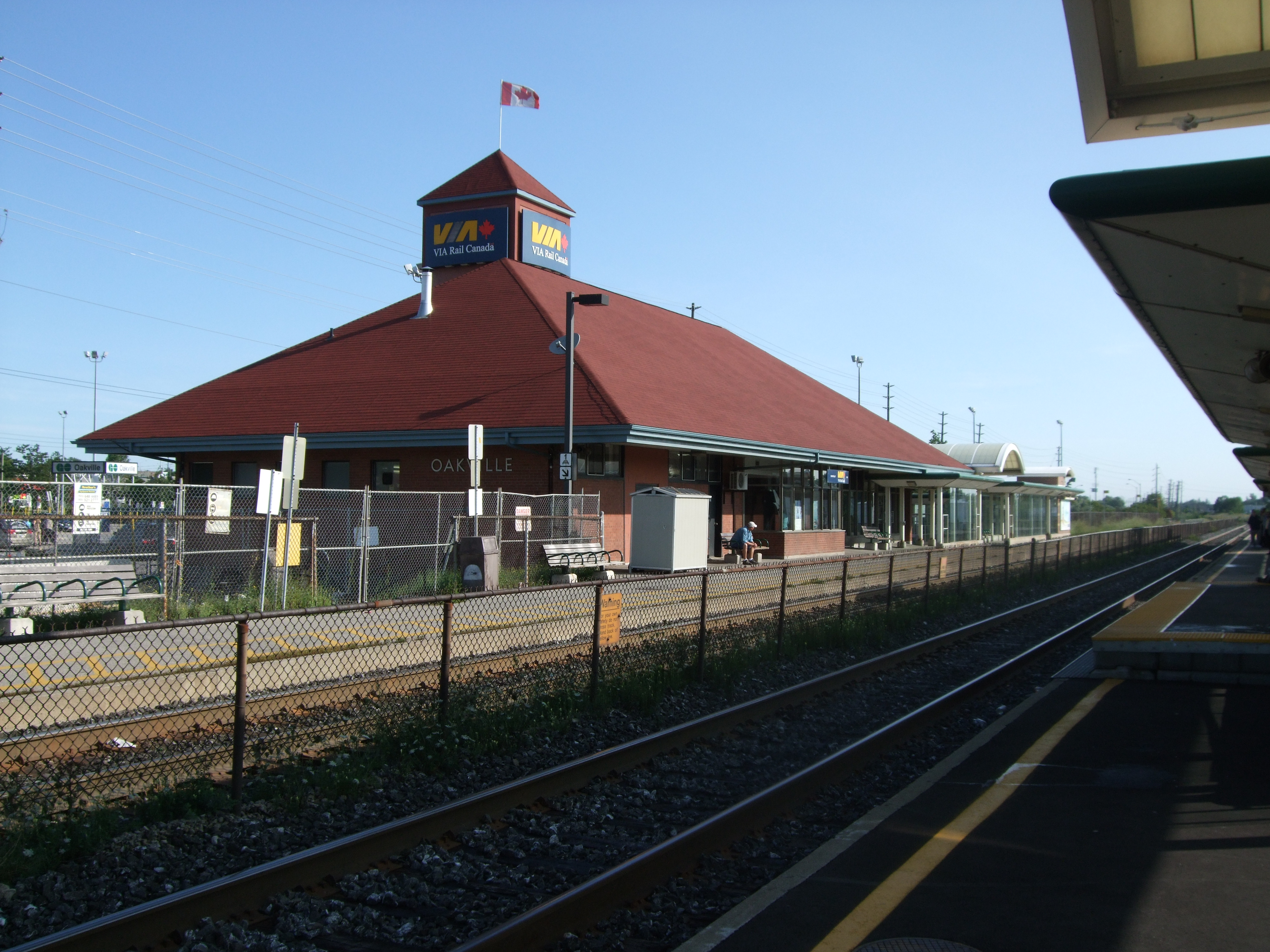
Voies et quais.
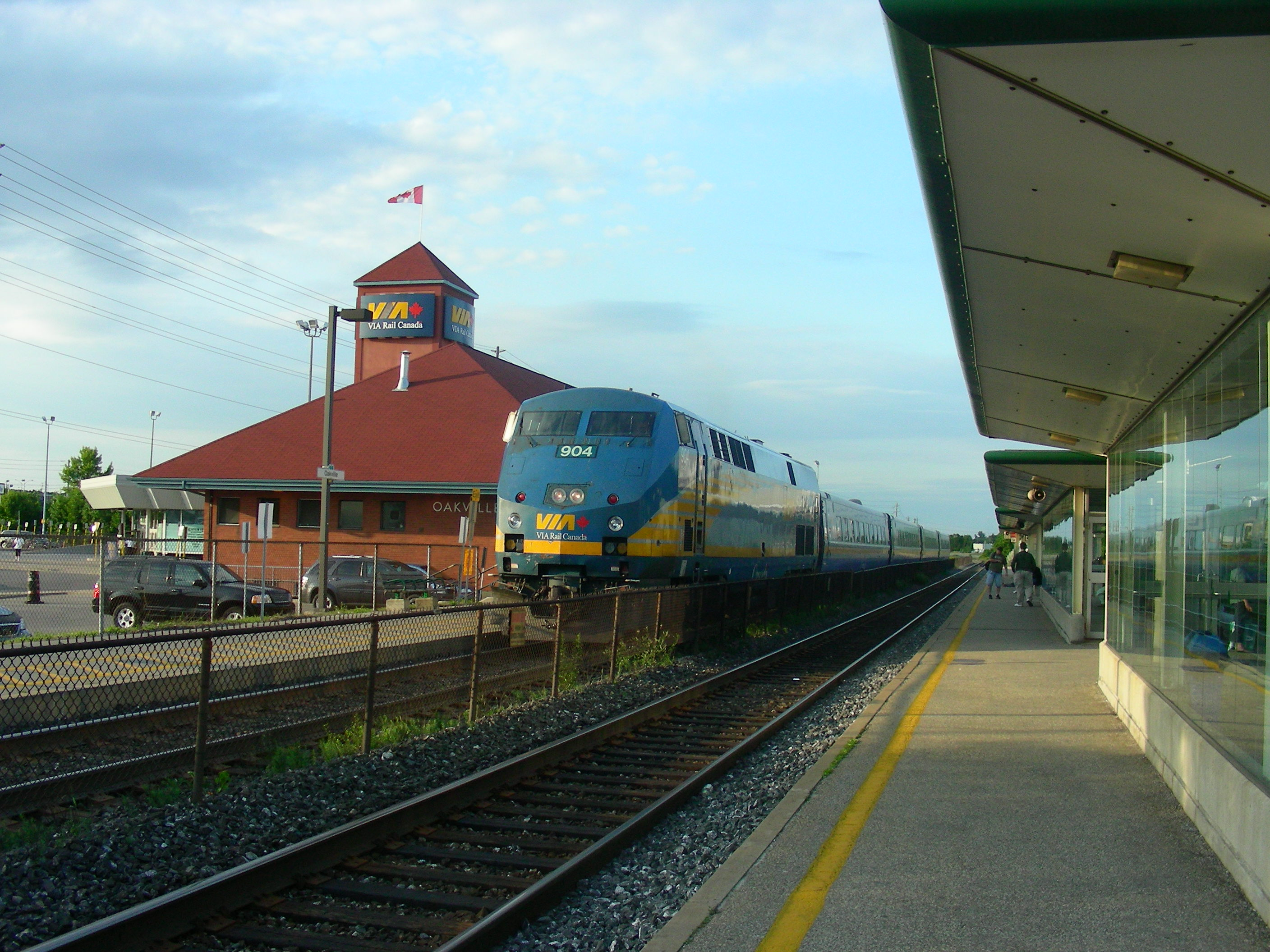
Desserte

### Desserte
La gare dessert les trains de la ligne Lakeshore West toutes les 15 à 30 minutes tous les jours. Durant les périodes de pointe, les trains en direction ouest terminent leurs trajets aux gares d'Aldershot, d'Hamilton, de West Harbour, et de Niagara Falls. Hors pointe, tous les trains en direction ouest terminent leurs trajets aux gares d'Aldershot et de West Harbour, avec des correspondances vers Hamilton, Brantford et Niagara Falls. En plus, trois trains en direction de Toronto, et trois vers Niagara Falls desservent la gare les fins de semaine et les jours fériés entre la Fête de la Reine et l'Action de grâce. Tous les trains en direction est terminent à la gare Union de Toronto, la plupart d'eux continuant vers la gare d'Oshawa de la ligne Lakeshore East.
La gare dessert également les trains du Corridor de VIA Rail vers Toronto, London et Windsor. Le train Maple Leaf entre New York et Toronto a repris le service le 27 juin 2022, après deux ans de fermeture de la frontière canado-américaine en réponse à la pandémie.

### Intermodalité

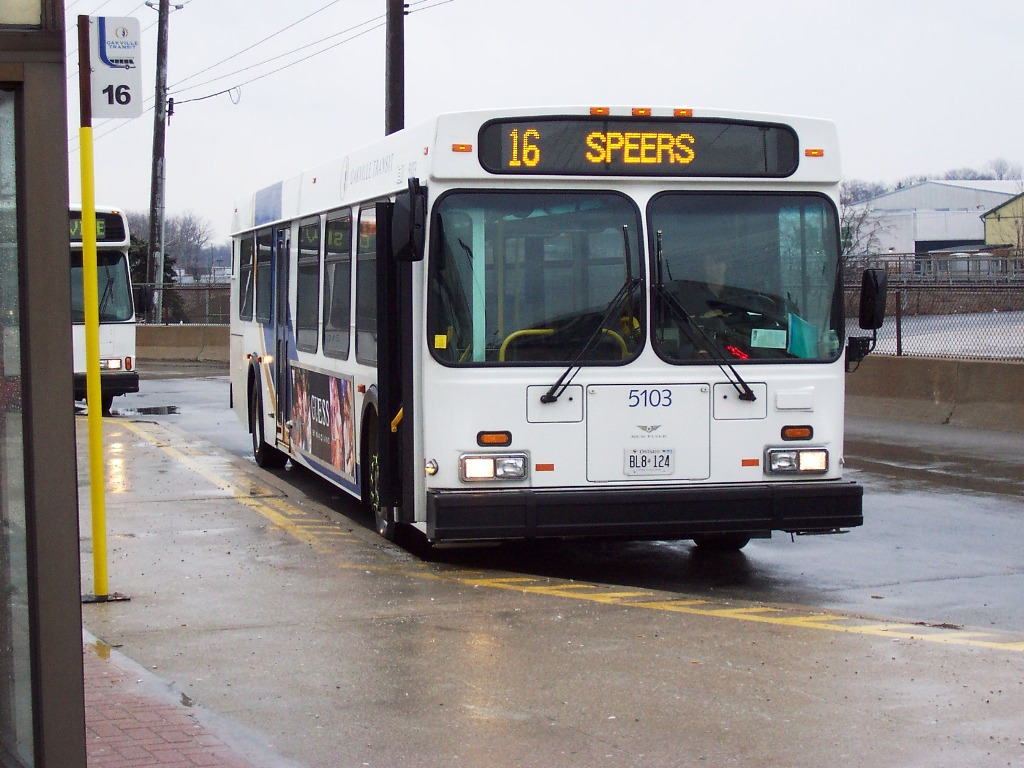
Un autobus d'Oakville Transit à la boucle

La gare dispose des stationnements incitatifs avec une zone de covoiturage, un débarcadère, et une station d'autopartage de Zipcar. Elle est desservie par les autobus locaux d'Oakville Transit suivants :
- 1 Trafalgar ;
- 4 Speers-Cornwall ;
- 5/5A Dundas ;
- 10 West Industrial (service de pointe) ;
- 11 Linbrook ;
- 13 Westoak Trails ;
- 14/14A Lakeshore West ;
- 15 Bridge ;
- 18 Glen Abbey South ;
- 19 River Oaks ;
- 20 Northridge ;
- 24 South Common ;
- 26 Falgarwood ;
- 28 Glen Abbey North ;
- 120 East Industrial (service de pointe) ;
- 190 River Oaks Express (service de pointe).

Du côté de GO Transit, la ligne 21A relie la gare d'Oakville, le Collège Sheridan, le stationnement incitatif à l'angle de Trafalgar Road et l'autoroute 407, et la gare de Milton hors pointe, en fonction des horaires du train Lakeshore West. La ligne 56 de GO Transit relie les gares d'Oakville et d'Oshawa via l'autoroute 407 en semaine.